# マシュー・アキノ
マシュー・アキノ（Matthew Irvine Marlou Aquino、1996年〈平成8年〉9月28日 - ）は、日本のプロバスケットボール選手。フィリピン出身。ポジションはセンター。B.LEAGUE・富山グラウジーズ所属。
父はフィリピン代表として1998年アジア大会に出場したマーロウ・アキノ。母方の祖母は日本人で日本国籍も持っている。

## 来歴
大学卒業後、PBA DリーグやセミプロのMPBLでプレーした後、信州ブレイブウォリアーズと契約。
11月15日、ワールドカップアジア予選に挑む日本代表の候補に選出される。
2024年6月17日に信州との契約満了と群馬クレインサンダーズへの移籍が発表された。
2025年2月21日に富山グラウジーズへ期限付き移籍した。

## 日本代表歴
2023ワールドカップアジア予選Window2のチャイニーズ・タイペイ戦で初出場。